# جون بي. كينيدي (صحفي)
جون بي. كينيدي (بالإنجليزية: John B. Kennedy)‏ هو مقدم برامج إذاعية وصحفي أمريكي، ولد في 1894 في كيبك في كندا، وتوفي في 1961.

## وصلات خارجية
- جون كينيدي على موقع IMDb (الإنجليزية)
- جون كينيدي على موقع قاعدة بيانات الفيلم (الإنجليزية)